# Policijski avtomobil
Policijski avtomobil je cestno vozilo, ki ga policija uporablja kot delovno sredstvo pri svojih dolžnostih med patruljiranjem in odzivanjem na incidente. Policijska vozila se najpogosteje uporabljajo za čim hitrejši prevoz policistov na kraje nesreč, za prevoz osumljencev ali za patruljiranje na območjih, medtem ko hkrati predstavljajo svarilo kriminalcem ter jih odvračajo. Nekateri policijski avtomobili so posebej prilagojeni za določene naloge (npr. za prevoz policijskih psov ali ekipi za odstranjevanje eksplozivnih sredstev).

## Zgodovina
Prvi policijski avtomobil je bilo električno vozilo v mestu Akron v ameriški zvezni državi Ohio leta 1899. Prvi operater policijskega patrolnega vozila je bil tamkajšnji policist Louis Mueller starejši. Vozilo je lahko doseglo hitrost 26 km/h in prevozilo 48 km, preden ga je bilo potrebno spet napolniti. Avtomobil je izdelal mestni inženir Frank Loomis. Ameriško vozilo, vredno 2.400 $, je bilo opremljeno z električnimi lučmi, gongi in nosili. Prva naloga tega policijskega avtomobila je bila prevoz vinjenega človeka na vogalu ulic Main in Exchange.

## Uporaba
Ponekod po svetu so policijske avtomobile potrebovali bolj kot pa policiste, ki patruljirajo peš. Policisti lahko v vozilih s seboj prevažajo več opreme, kot je samodejni prenosni defibrilator za ljudi s srčnim zastojem ali cestni stožci za urejanje prometa, vozila pa omogočajo tudi takojšnji prevoz osumljencev v pridržanje. Prav tako vozila služijo kot prevozna sredstva večjemu številu zaposlenih, kot je na primer Specialna enota, posebna policijska enota.
Odpisana policijska vozila se pogosto prodajo splošni javnosti, bodisi preko policijske dražbe bodisi preko zasebnega prodajalca. Takšni avtomobili se zaradi velikega števila prevoženih kilometrov običajno prodajo relativno poceni. V nekaterih primerih avtomobile predelajo na primer v taksi vozila in s tem omogočijo taksi družbam cenejši nakup avtomobilov. V vseh primerih se vozilom odstranijo vsi policijski znaki ter vsa notranja oprema, medtem ko pustijo motorje nedotaknjene, saj so pogosto zmogljivejši od tistih v civilnih vozilih.
V več državah je policist upravičen do neupoštevanja cestnoprometnih predpisov in ima pravico do uporabe zvočnih in vizualnih opozoril (kot na primer pravico do prehitre vožnje ali da prevozi varno rdečo luč), prav tako lahko tudi ukaže ostalim voznikom, da se mu na cesti umaknejo, drugače bodo sledile morebitne kazni.

## Oprema
Policijski avtomobili so običajno označeni z napisi in oznakami policije, vendar številne policijske enote uporabljajo tudi vozila brez vidnih oznak. Prednost takšnih vozil je neprepoznavnost na prvi pogled, ki policistom omogoča neopaženo opazovanje ali sledenje osebam.
Večina policijskih vozil uporablja zvočne in svetlobne opozorilne znake, ki udeležence v prometu opozarjajo na prisotnost vozila na nujni vožnji.
V nekaterih državah vključujejo policijski avtomobili tudi številne druge predelave, ki omogočajo večjo vzdržljivost ali zmogljivost vozila, in različno elektronsko opremo za opravljanje policijskih nalog.

## Galerija

### Slovenija
Večino vozil slovenske policije predstavljajo avtomobili Škoda Octavia, izdelani v letih 2016 in 2017.
- Škoda Octavia III, najpogostejše vozilo slovenske policije
- Škoda Octavia III RS, namenjena predvsem delovanju na avtocestah
- Starejši policijski avtomobil Opel Astra
- Renault Mégane, v uporabi predvsem za nadzor državne meje
- Volkswagen Golf VII
- Volkswagen Touareg
- Toyota Land Cruiser

### Druge države
- VW Passat, Nemčija
- Audi A6, Belgija
- Ford Mondeo, Luksemburg
- Volvo V90, Švedska
- Alfa Romeo 159, Italija (Korpus karabinjerjev)
- Škoda Octavia, Hrvaška
- Toyota Prius, Ukrajina
- Ford Crown Victoria, ZDA
- Lexus GS, Kitajska
- Mercedes-Benz W211, Združeni arabski emirati